# Hockey East
Hockey East (nom officiel : Hockey East Association) est une division de hockey sur glace du championnat universitaire des États-Unis, National Collegiate Athletic Association. 
Les débuts de la division datent de 1984 pour les compétitions masculines puis de 2002 pour les compétitions féminines. Douze universités font partie de la division alors que onze équipes masculines et dix féminines participent à la compétition. 

## Historique

Localisation des équipes

En juin 1983, le possible départ des équipes de Ivy League de l'ECAC Hockey menace son existence. Plusieurs université, Boston College, Université de Boston, New Hampshire, Northeastern et Providence College, décident alors de créer une nouvelle division nommée Hockey East, le 11 juillet 1983. Lou Lamoriello devient le premier commissaire de la nouvelle division.

## Palmarès

### Palmarès masculin
| Année | Équipe championne    | Entraîneur     | Finaliste            | Entraîneur       | Score     | Lieu de la finale            | Patinoire               |
| ----- | -------------------- | -------------- | -------------------- | ---------------- | --------- | ---------------------------- | ----------------------- |
| 1985  | Providence           | Steve Stirling | Boston College       | Len Ceglarski    | 2–1 (2 P) | Providence, Rhode Island     | Providence Civic Center |
| 1986  | Boston University    | Jack Parker    | Boston College       | Len Ceglarski    | 9–4       | Providence, Rhode Island     | Providence Civic Center |
| 1987  | Boston College       | Len Ceglarski  | Maine                | Shawn Walsh      | 4–2       | Boston, Massachusetts        | Boston Garden           |
| 1988  | Northeastern         | Fernie Flaman  | Maine                | Shawn Walsh      | 4–3       | Boston, Massachusetts        | Boston Garden           |
| 1989  | Maine                | Shawn Walsh    | Boston College       | Len Ceglarski    | 5–4       | Chestnut Hill, Massachusetts | Kelley Rink             |
| 1990  | Boston College       | Len Ceglarski  | Maine                | Shawn Walsh      | 4–3       | Chestnut Hill, Massachusetts | Kelley Rink             |
| 1991  | Boston University    | Jack Parker    | Maine                | Shawn Walsh      | 4–3 (P)   | Boston, Massachusetts        | Boston Garden           |
| 1992  | Maine                | Shawn Walsh    | New Hampshire        | Dick Umile       | 4–1       | Boston, Massachusetts        | Boston Garden           |
| 1993  | Maine                | Shawn Walsh    | Boston University    | Jack Parker      | 5–2       | Boston, Massachusetts        | Boston Garden           |
| 1994  | Boston University    | Jack Parker    | Massachusetts-Lowell | Bruce Crowder    | 3–2       | Boston, Massachusetts        | Boston Garden           |
| 1995  | Boston University    | Jack Parker    | Providence           | Paul Pooley      | 3–2       | Boston, Massachusetts        | Boston Garden           |
| 1996  | Providence           | Paul Pooley    | Maine                | Greg Cronin      | 3–2       | Boston, Massachusetts        | FleetCenter             |
| 1997  | Boston University    | Jack Parker    | New Hampshire        | Dick Umile       | 4–2       | Boston, Massachusetts        | FleetCenter             |
| 1998  | Boston College       | Jerry York     | Maine                | Shawn Walsh      | 3–2       | Boston, Massachusetts        | FleetCenter             |
| 1999  | Boston College       | Jerry York     | New Hampshire        | Dick Umile       | 5–4 (P)   | Boston, Massachusetts        | FleetCenter             |
| 2000  | Maine                | Shawn Walsh    | Boston College       | Jerry York       | 2–1 (P)   | Boston, Massachusetts        | FleetCenter             |
| 2001  | Boston College       | Jerry York     | Providence           | Paul Pooley      | 5–3       | Boston, Massachusetts        | FleetCenter             |
| 2002  | New Hampshire        | Dick Umile     | Maine                | Tim Whitehead    | 3–1       | Boston, Massachusetts        | FleetCenter             |
| 2003  | New Hampshire        | Dick Umile     | Boston University    | Jack Parker      | 1–0 (P)   | Boston, Massachusetts        | FleetCenter             |
| 2004  | Maine                | Tim Whitehead  | Massachusetts        | Don Cahoon       | 2–1 (3 P) | Boston, Massachusetts        | FleetCenter             |
| 2005  | Boston College       | Jerry York     | New Hampshire        | Dick Umile       | 3–1       | Boston, Massachusetts        | FleetCenter             |
| 2006  | Boston University    | Jack Parker    | Boston College       | Jerry York       | 2–1 (P)   | Boston, Massachusetts        | TD Banknorth Garden     |
| 2007  | Boston College       | Jerry York     | New Hampshire        | Dick Umile       | 5–2       | Boston, Massachusetts        | TD Banknorth Garden     |
| 2008  | Boston College       | Jerry York     | Vermont              | Kevin Sneddon    | 4–0       | Boston, Massachusetts        | TD Banknorth Garden     |
| 2009  | Boston University    | Jack Parker    | Massachusetts-Lowell | Blaise MacDonald | 1–0       | Boston, Massachusetts        | TD Banknorth Garden     |
| 2010  | Boston College       | Jerry York     | Maine                | Tim Whitehead    | 7–6 (P)   | Boston, Massachusetts        | TD Garden               |
| 2011  | Boston College       | Jerry York     | Merrimack            | Mark Dennehy     | 5–3       | Boston, Massachusetts        | TD Garden               |
| 2012  | Boston College       | Jerry York     | Maine                | Tim Whitehead    | 4–1       | Boston, Massachusetts        | TD Garden               |
| 2013  | Massachusetts-Lowell | Norm Bazin     | Boston University    | Jack Parker      | 1-0       | Boston, Massachusetts        | TD Garden               |
| 2014  | Massachusetts-Lowell | Norm Bazin     | New Hampshire        | Dick Umile       | 4-0       | Boston, Massachusetts        | TD Garden               |

### Féminin
| Année | Équipe championne | Finaliste      | Score   | Lieu de la finale        | Patinoire                          |
| ----- | ----------------- | -------------- | ------- | ------------------------ | ---------------------------------- |
| 2003  | Providence        | New Hampshire  | 1–0     | Boston, Massachusetts    | Matthews Arena                     |
| 2004  | Providence        | New Hampshire  | 3–0     | Boston, Massachusetts    | Matthews Arena                     |
| 2005  | Providence        | Connecticut    | 3–1     | Boston, Massachusetts    | Walter Brown Arena                 |
| 2006  | New Hampshire     | Boston College | 6–0     | Boston, Massachusetts    | Matthews Arena                     |
| 2007  | New Hampshire     | Providence     | 3–1     | Durham, New Hampshire    | Whittemore Center                  |
| 2008  | New Hampshire     | Providence     | 1–0     | Storrs, Connecticut      | Mark Edward Freitas Ice Forum      |
| 2009  | New Hampshire     | Boston College | 2–1     | Durham, New Hampshire    | Whittemore Center                  |
| 2010  | Boston University | Connecticut    | 2–1 (P) | Providence, Rhode Island | Dunkin' Donuts Center              |
| 2011  | Boston College    | Northeastern   | 3–1     | Boston, Massachusetts    | Agganis Arena                      |
| 2012  | Boston University | Providence     | 2–1(2P) | Hyannis, Massachusetts   | Hyannis Youth and Community Center |
| 2013  | Boston University | Northeastern   | 5-2     | Hyannis, Massachusetts   | Hyannis Youth and Community Center |
| 2014  | Boston University | Boston College | 3–2     | Hyannis, Massachusetts   | Hyannis Youth and Community Center |

## Équipes

### Équipes masculines
- Eagles de Boston College
- Terriers de Boston
- Huskies du Connecticut
- Black Bears du Maine
- Warriors de Merrimack
- Wildcats du New Hampshire
- Huskies de Northeastern
- Friars de Providence
- Minutemen d'UMass
- River Hawks d'UMass-Lowell
- Catamounts du Vermont

### Équipes féminines
- Eagles de Boston College
- Terriers de Boston
- Huskies du Connecticut
- Crusaders de Holy Cross
- Black Bears du Maine
- Warriors de Merrimack
- Wildcats du New Hampshire
- Huskies de Northeastern
- Friars de Providence
- Catamounts du Vermont

## Patinoires
| Université                           | Patinoire                     | Capacité |
| ------------------------------------ | ----------------------------- | -------- |
| Boston College                       | Kelley Rink                   | 7 500    |
| Boston University - équipe masculine | Agganis Arena                 | 6 224    |
| Boston University - équipe féminine  | Walter Brown Arena            | 3 806    |
| Connecticut - équipe masculine       | XL Center                     | 8 089    |
| Connecticut - équipe féminine        | Mark Edward Freitas Ice Forum | 2 000    |
| Holy Cross                           | Hart Center                   | 1 600    |
| Maine                                | Alfond Arena                  | 5 641    |
| Merrimack                            | Volpe Complex                 | 3 617    |
| New Hampshire                        | Whittemore Center             | 6 501    |
| Northeastern                         | Matthews Arena                | 6 000    |
| Providence                           | Schneider Arena               | 3 030    |
| UMass (Amherst)                      | Mullins Center                | 8 329    |
| UMass Lowell                         | Tsongas Arena                 | 6 496    |
| Vermont                              | Gutterson Fieldhouse          | 4 035    |